# Edward Grey, 1:e viscount Grey av Fallodon
Edward Grey, 1:e viscount Grey av Fallodon, 3:e baronet Grey av Fallodon (känd som Sir Edward Grey mellan 1882 och 1916), född 25 april 1862 och död 7 september 1933, var en brittisk politiker. Han var utrikesminister 1905–1916, den längsta sammanhängande tid för någon på den posten. Han spelade en nyckelroll i upptakten till första världskriget.

## Biografi

### Uppväxt och tidiga politikerår
Edward Grey var det äldsta av överste George Henry Grey och Harriet Jane Pearsons elva barn. Hans farfar, sir George Grey, 2:e baronet av Fallodon, var också en framträdande liberal politiker och hans farfars far, sir George Grey, 1:e baronet av Fallodon, var Charles Grey, 1:e earl Greys tredje son och yngre bror till premiärministern Charles Grey, 2:e earl Grey. Eward Grey utbildades vid Winchester och Balliol College i Oxford.
Han valdes in i parlamentet 1885 som representant för Berwick-on-Tweed. Han tjänstgjorde mellan 1892 och 1895 under lord Rosebery som understatssekreterare i utrikesdepartementet i Gladstones sista regering. Under andra boerkriget (1899-1902) splittrades liberalerna i två läger mellan de radikala pro-boerna och de liberala imperialisterna. Grey stod fast på imperialisternas sida tillsammans med Rosebery och Herbert Henry Asquith.

### Utrikesminister (1905–1916)
När de liberala återtog makten 1905 blev Grey utrikesminister, en post han skulle inneha i elva år, vilket är den längsta tid som någon kontinuerligt innehaft posten. Trots hans brist på kunskaper i utländska språk och avsmak för diplomati, visade sig Grey vara en kompetent utrikesminister. Före första världskrigets utbrott lyckades han med flera noterbara prestationer, bland annat fullbordandet av ententen med Ryssland 1907, den fredliga uppgörelsen i Agadirkrisen och ledandet av en samlad medling för ett slut på balkankrigen.
Grey spelade en nyckelroll, om än ineffektiv, i krisen som ledde till första världskrigets utbrott. Hans försök att medla i dispyten mellan Österrike-Ungern och Serbien genom ett "Halt i Belgrad" blev till intet genom det tyska svaret. Han misslyckades också med att tydligt kommunicera till Tyskland om att ett brott mot avtalet om att skydda Belgiens neutralitet, vilket både Storbritannien och Tyskland hade skrivit under, skulle leda till att britterna förklarade krig mot Tyskland.
När han till slut gjorde detta klart var de tyska trupperna redan samlade vid den belgiska gränsen, och den tyska generalstaben övertygade kejsar Vilhelm II att det redan var för sent att ändra anfallsplanen. När Tyskland förklarade krig mot Frankrike (3 augusti) och bröt mot avtalet genom att invadera Belgien (4 augusti) röstade det brittiska kabinettet nästan enhälligt för att förklara krig den 4 augusti 1914.
Det var den 3 augusti (enligt en vän till honom) som Grey yttrade de berömda orden: "Lamporna slocknar över hela Europa; vi kommer inte att se dem tända igen under vår livstid".
Under krigets första år förhandlade Grey fram flera viktiga avtal. Han fick Italien med i kriget på ententens sida och lovade Ryssland de turkiska sunden. Han behöll sin position som utrikesminister när de konservativa kom in i regeringen genom en koalition i maj 1915 och adlades i juli 1916 som viscount Grey av Fallodon.

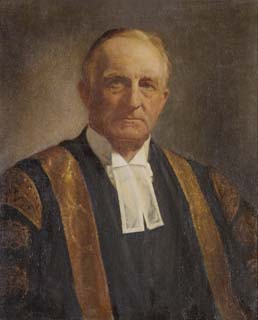
Lord Grey, målning från ca 1933–1936.

### Efter ministertiden
När Asquith-koalitionen kollapsade i december 1916 och Lloyd George blev premiärminister hamnade Grey i opposition. Grey innehade rollen som ledare i House of Lords 1922-1923.

## Betydelse
Edward Greys elva år som utrikesminister var och är den längsta sammanhängande tid någon innehaft posten. Hans roll som ansvarig för utrikespolitiken i Brittiska imperiet (som i princip helt saknade territoriella intressen på den europeiska kontinenten) i upptakten till första världskriget placerade honom i en nyckelställning. Grey gjorde ett stort antal försök att agera medlare mellan oeniga ledare från kontinenten den oroliga sommaren 1914.
Flera släktskapsförhållanden både underlättade och komplicerade Greys medlingsförsök. Dels var Tysklands Vilhelm II, Rysslands Nikolaj II och Storbritanniens Georg V kusiner. Dels var Tysklands, Rysslands och Österrike-Ungerns ambassadörer i London också kusiner. Dessa kusiner hade dock enligt uppgift svårt att fördra varandras närvaro.
Förutom i ett antal böcker om första världskriget har Greys insatser och de diplomatiska turerna under sommaren 1914 beskrivits på både film och TV, inklusive i 2014 års brittiska dokumentärserie 37 Days.